# Филип Гргић
Филип Гргић (рођен 25. октобра 1989. године у Загребу) је хрватски репрезентативац у теквонду. Освајач је златне медаље на Светском првенству 2007. у Пекингу. На Европском првенству освојио је две сребрне медаље 2010. и 2012. године. За најбољег спортисту Хрватске проглашен је од стране Олимпијског комитета 2007. године заједно са рукометашем Иваном Балићем.